# Успенський Гліб Іванович
Глі́б Іва́нович Успе́нський (нар. 13 (25) жовтня 1843, Тула — пом. 24 березня (6 квітня) 1902, Петербург) — російський письменник, народник.

## Життєпис
Народився в Тулі у родині дрібного чиновника Івана Яковича Успенського.
З 1853 року навчався у Тульській чоловічій гімназії. З 1856 по 1861 рр., коли родина переїхала до Чернігова — у Чернігівській класичній чоловічій гімназії. Навчаючись у Чернігові, брав участь у виданні рукописного журналу «Молодые побеги» (рос.), де вмістив запис пісні про Івана Грозного та оповідання «Богомолка» (1860, № 4) — фактично свої перші літературні твори. У цей час активно спілкується з Л. І. Глібовим.
У 1861 році вступає до Петербурзького університету на юридичний факультет, однак був відрахований через несплату за навчання. 1862 року вступає на юридичний факультет Московського університету, проте й звідти відрахований з тієї ж причини.
Влітку 1862 року розпочинає літературну діяльність: під псевдонімом Г. Брызгин (рос.) друкується у журналі Л. М. Толстого «Ясная Поляна» (рос.). Тоді ж з'являється у журналі «Зритель» (рос.). Впродовж 1863–1867 рр. твори Успенського виходять друком у часописах (рос.): «Библиотека для чтения», «Русское слово», «Будильник», «Женский вестник», «Искра», «Дело» та ін. У 1864–1865 роках співпрацює з журналом «Северное сияние» (рос.) як автор анотацій до літографій. У 1862–1865 роках, будучи змушеним піклуватись про родину після смерті батька, у літній час приїздить до Чернігова, де мешкає у передмісті Лісковиця. З 1866 по 1868 роки активно співпрацює з часописом «Современник» (рос.).
У 1868 році розпочав співпрацю на постійній основі з журналом «Отечественные записки» (рос.) під редакцією М. Є. Салтикова-Щедріна та М. О. Некрасова (співпрацював до закриття журналу у 1884 році). У цьому часописі вміщено практично всі твори письменника за вказаний період.
У 1872 році Г. І. Успенський вирушає в подорож Європою: побував у Німеччині та Франції. У січні 1875 знову поїхав за кордон (Париж, Лондон), де пробув до кінця літа. У цей час зближується з представниками «Народної волі».
Після повернення з-за кордону вступає на службу до управління Сизрано-Вяземської залізниці. Проживає у селі Сябреницях Новгородскої губернії. Восени 1879 року перебирається до Петербурга, тоді ж зводить дім у селищі Чудово Новгородської губернії.
Восени 1889 року у письменника починаються перші прояви психічного розладу. У 1892 році він вимушений лягти до психіатричної лікарні у Новгороді, де з перервами й провів останні десять років свого життя. Тут його відвідував народник М. С. Тютчев. Про ці деталі біографії письменника розповідається у повісті Ю. В. Давидова «Вечера в Колмове» (рос.).
Помер Г. І. Успенський 24 травня (6 квітня) 1902 року у Новгороді. Тіло було перевезене до Петербурга й поховане на Волковому кладовищі.

## Родина
- Сестра Г. І. Успенського Олександра Іванівна проживала у Чернігові. Письменник відвідував її у 1870 та 1891 роках.[4]
- Син Г. І. Успенського Олександр у 1898 році був засланий на Чернігівщину за участь у справі Лахтинської підпільної друкарні (загинув 1907 року).[4] Брав участь у створенні найбільш повного видання творів батька у 1903–1904 роках.
- Донька Г. І. Успенського Віра з 1899 по 1908 роки була одружена з есером Б. В. Савінковим.[7]
- Мав також сина Бориса.

## Твори
Найбільш відомі цикли нарисів (рос.):
- «Нравы Растеряевой улицы» (1866–1868);
- «Разоренье» (1869);
- «Из деревенского дневника» (1877–1880);
- «Крестьянин и крестьянский труд» (1880);
- «Власть земли» (1882);
- «Из разговоров с приятелями» (1883)

та інші.
Повні видання творів (рос.):
- Полное собрание сочинений: в 9-ти томах. — К.: Изд. Б. К. Фукса, 1903–1904 (вважається найбільш повним)
- Полное собрание сочинений: в 6-ти томах / Сост. Н. Рубакин. — Изд. шестое. — СПб.: Изд. А. Ф. Маркса, 1908
- Полное собрание сочинений: в 14-ти томах. — М.–Л., 1940–1954
- Собрание сочинений: в 9-ти томах / Под ред. В. П. Друзина. — М.: Гослитиздат, 1955–1957

та інші.

### Переклади творів українською мовою
- Г. І. Успенський. Різний растеряєвський люд / пер з рос. О. Копиленка; худ. В. Полтавець — К. : Держлітвидав України, 1953 — 64 с.

## Пам'ять
- У Сябреницях Чудовського району Новгородської області РФ діє дім-музей Г. І. Успенського.
- У 1952 та 1963 році поштою СРСР були випущені марки, присвячені Г. І. Успенському.
- У 1952 році у Чернігові на будинку, де з 1856 по 1861 роки жив Г. І. Успенський відкрито пам'ятну дошку (демонтована).

Іменем Гліба Успенського названо вулиці у містах:
- Вінниця;
- Бориспіль;
- Бугульма;
- Іркутськ;
- смт Малахівка (Люберецький район, Московська область);
- Нижній Новгород;
- Перм;
- Санкт-Петербург;
- Тула;
- Чернігів (до 2015[8]).